# Powiat Łuczeniec
Powiat Łuczeniec (Okres Lučenec) – słowacka jednostka podziału administracyjnego znajdująca się w kraju bańskobystrzyckim. Powiat Lučenec zamieszkiwany jest przez 72 878 obywateli (1 stycznia 2003) i zajmuje obszar 771 km². Średnia gęstość zaludnienia wynosi 94,52 osób na km².

## Stosunki etniczne
- Słowacy - 67,6%
- Węgrzy - 27,6%
- Romowie - 2,8%
- Czesi - 0,5%

### Stosunki wyznaniowe
- katolicy - 68,2%
- luteranie - 12,8%
- kalwini - 0,7%
- świadkowie Jehowy - 0,6%